# Калдир
Калдир (хорв. Kaldir) — населений пункт у Хорватії, в Істрійській жупанії у складі громади Мотовун.

## Населення
Населення за даними перепису 2011 року становило 231 осіб.
Динаміка чисельності населення поселення:

## Клімат
Середня річна температура становить 12,71 °C, середня максимальна – 25,93 °C, а середня мінімальна – -1,54 °C. Середня річна кількість опадів – 1039 мм.
| Клімат поселення                              | Клімат поселення | Клімат поселення | Клімат поселення | Клімат поселення | Клімат поселення | Клімат поселення | Клімат поселення | Клімат поселення | Клімат поселення | Клімат поселення | Клімат поселення | Клімат поселення | Клімат поселення |
| Показник                                      | Січ.             | Лют.             | Бер.             | Квіт.            | Трав.            | Черв.            | Лип.             | Серп.            | Вер.             | Жовт.            | Лист.            | Груд.            |                  |
| Середній максимум, °C                         | 9,09             | 10,12            | 13,20            | 16,55            | 21,60            | 25,58            | 25,93            | 25,30            | 21,00            | 16,42            | 11,52            | 8,18             |                  |
| Середня температура, °C                       | 3,79             | 4,80             | 7,87             | 11,24            | 16,28            | 20,26            | 22,59            | 21,96            | 17,66            | 13,09            | 8,20             | 4,84             |                  |
| Середній мінімум, °C                          | −1,54            | −0,52            | 2,57             | 5,92             | 10,96            | 14,95            | 19,26            | 18,62            | 14,33            | 9,75             | 4,84             | 1,51             |                  |
| Норма опадів, мм                              | 75               | 60               | 75               | 86               | 76               | 90               | 63               | 91               | 94               | 116              | 118              | 95               |                  |
| Середньомісячна швидкість вітру, м/с          | 1.67             | 1.95             | 2.14             | 2.20             | 1.98             | 1.90             | 1.86             | 1.79             | 1.74             | 1.86             | 1.88             | 1.80             |                  |
| Середньомісячна сонячна радіація, кДж/м²·день | 4470             | 7413             | 10670            | 14995            | 19252            | 20879            | 21958            | 18835            | 13975            | 8965             | 4912             | 3771             |                  |
| --------------------------------------------- | ---------------- | ---------------- | ---------------- | ---------------- | ---------------- | ---------------- | ---------------- | ---------------- | ---------------- | ---------------- | ---------------- | ---------------- | ---------------- |
| Джерело:                                      |                  |                  |                  |                  |                  |                  |                  |                  |                  |                  |                  |                  |                  |